# Vedovo cerca moglie
Vedovo cerca moglie (Week-End with Father) è un film del 1951 diretto da Douglas Sirk.

## Trama
Jean Bowen e Brad Stubbs, entrambi vedovi, si incontrano alla stazione mentre i loro rispettivi figli partono per un campo estivo. Si frequentano e si fidanzano, ma durante un weekend al campo estivo hanno un litigio. Saranno i figli a determinare la riappacificazione di Jean e Brad.